# 봉황초등학교 덕림분교
봉황초등학교 덕림분교는 대한민국 전라남도 나주시 봉황면 덕룡로 23 (덕림리)에 있었던 공립 초등학교이다.

## 연혁
- 1945년 4월 1일 봉황서공립국민학교 설립인가
- 1984년 3월 1일 병설유치원 개원
- 1992년 3월 1일 덕곡분교장 본교로 통폐합
- 1996년 3월 1일 봉황서초등학교로 개칭
- 2000년 2월 18일 봉황서초등학교 제51회 졸업(6명) 총 2,874명
- 2000년 3월 1일 봉황초등학교 덕림분교장으로 격하
- 2006년 3월 1일 봉황초등학교로 통폐합